# ミッチ・ウォルディング
ミッチ・ウォルディング（Mitch Walding、1992年9月10日 - ）は、アメリカ合衆国の元プロ野球選手。2018年と2019年にメジャーリーグのフィラデルフィア・フィリーズに在籍をした。ウォルディングは2011年のMLBドラフト五巡目でフィリーズに指名された。

## 経歴
カリフォルニア州ローダイにて誕生。カリフォルニア州ストックトンのセントメアリーズ高校に通い、野球チームでは先発投手と遊撃手を務め、フットボールチームではオールリーグのクォーターバックを務め、2011年に卒業した。4年生の時には打率.442で長打率.584、投手としては6勝1敗、防御率0.63だった。